# スイカズラ科
スイカズラ科（すいかずらか、Caprifoliaceae）は双子葉植物の科で、スイカズラのほか、花を観賞するアベリア、タニウツギや、果実を食用にするハスカップ（クロミノウグイスカグラ）を含む。旧スイカズラ科には、庭木にするサンゴジュ、ガマズミ、ニワトコなどを含む。多くは木本で一部はつる性あるいは草本。16属 500種前後からなり、北半球温帯、特に東アジアと北米に多い。
最近の研究で従来のスイカズラ科はいくつかの系統（大部分がマツムシソウ目に入る）に分かれることが明らかになった。新しいAPG分類体系では、CarlemanniaとSilvianthusの2属をCarlemanniaceae（カルレマンニア科：シソ目）に、ニワトコ属とガマズミ属をレンプクソウ科（マツムシソウ目）に移している。その他はAPG IIIでは狭義スイカズラ科にマツムシソウ科やオミナエシ科を加えてスイカズラ科とまとめているが、狭義スイカズラ科だけをスイカズラ科と見なしてリンネソウ科とタニウツギ科を独立させても良い。 

## 分類
従来のスイカズラ科は以下に示す各属からなる。
（狭義スイカズラ科）
- Leycesteria
- スイカズラ属 Lonicera - スイカズラ、ハスカップ
- Heptacodium
- Symphoricarpos
- ツキヌキソウ属 (独用将軍[2]属)Triosteum

（以下はタニウツギ科 Diervillaceaeとしてもよい）
- Diervilla
- タニウツギ属 Weigela - ニシキウツギ、ハコネウツギ、ウコンウツギ

（以下はリンネソウ科 Linnaeaceaeとしてもよい）
- ツクバネウツギ属 Abelia - アベリア
- イワツクバネウツギ属 Zabelia - イワツクバネウツギ
- ショウキウツギ属 Kolkwitzia
- リンネソウ属 Linnaea
- Dipelta

（以下はレンプクソウ科 Adoxaceae）
- ニワトコ属 Sambucus
- ガマズミ属 Viburnum - ガマズミ、サンゴジュ、オオデマリ

（以下は現カルレマンニア科Carlemanniaceae）

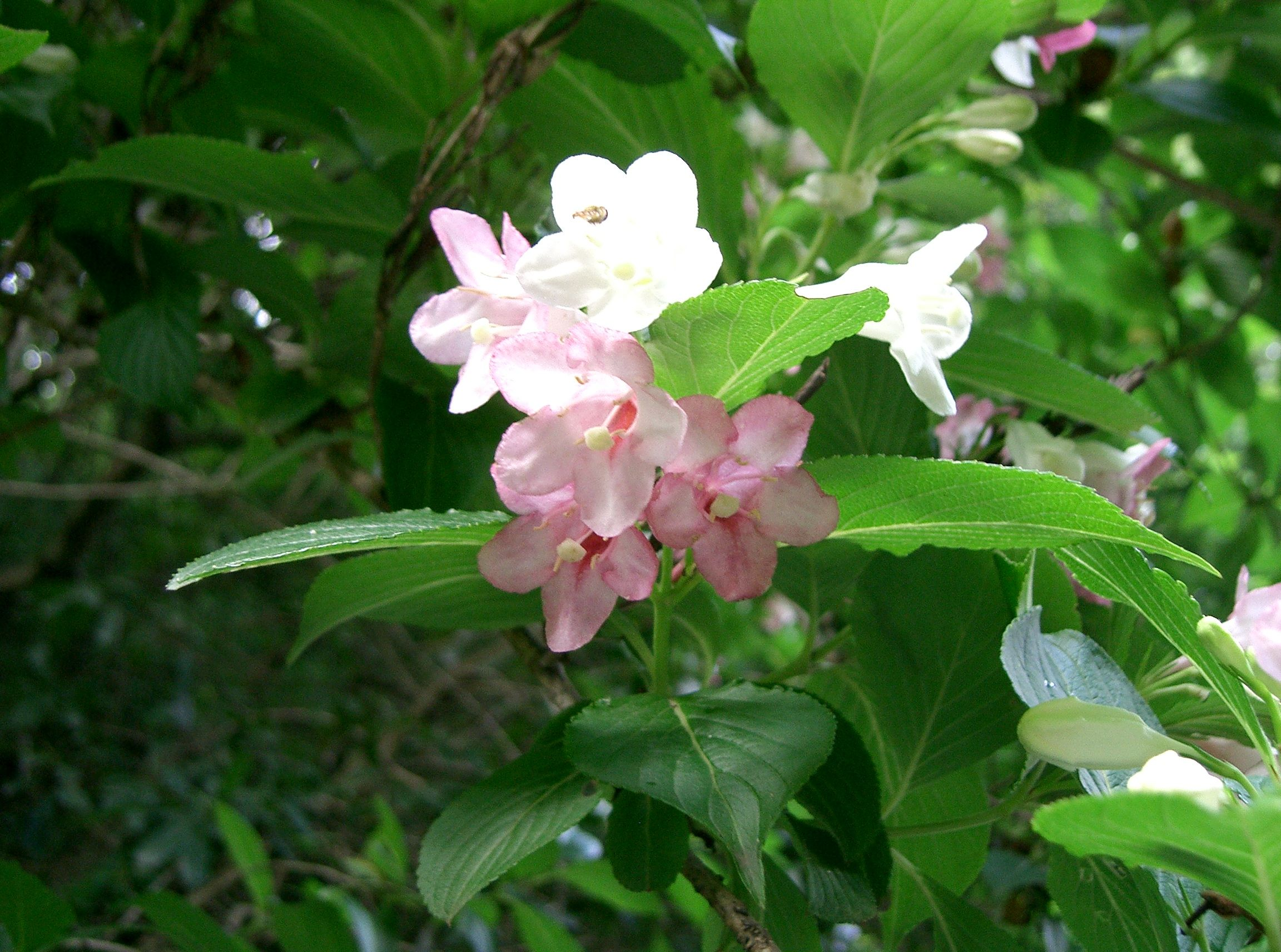
ハコネウツギ

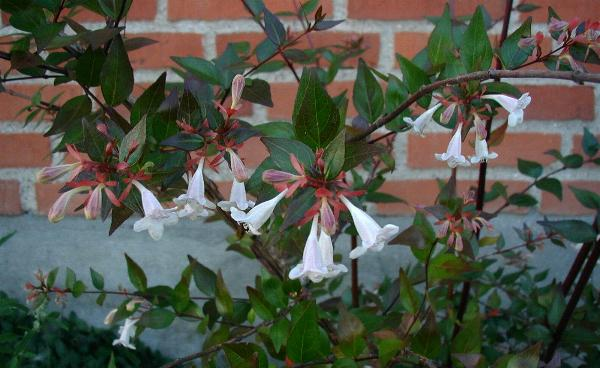
アベリア

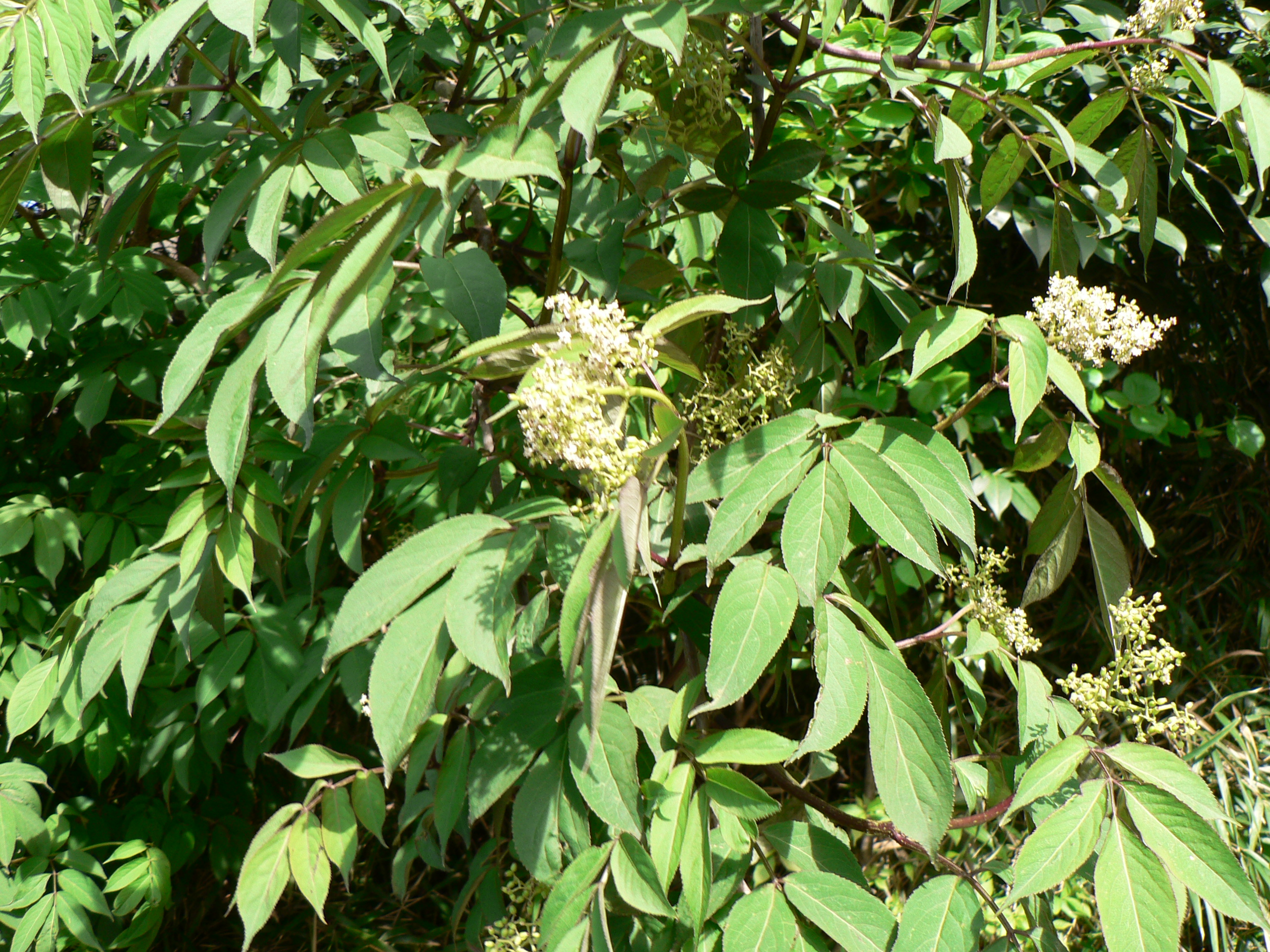
ニワトコ

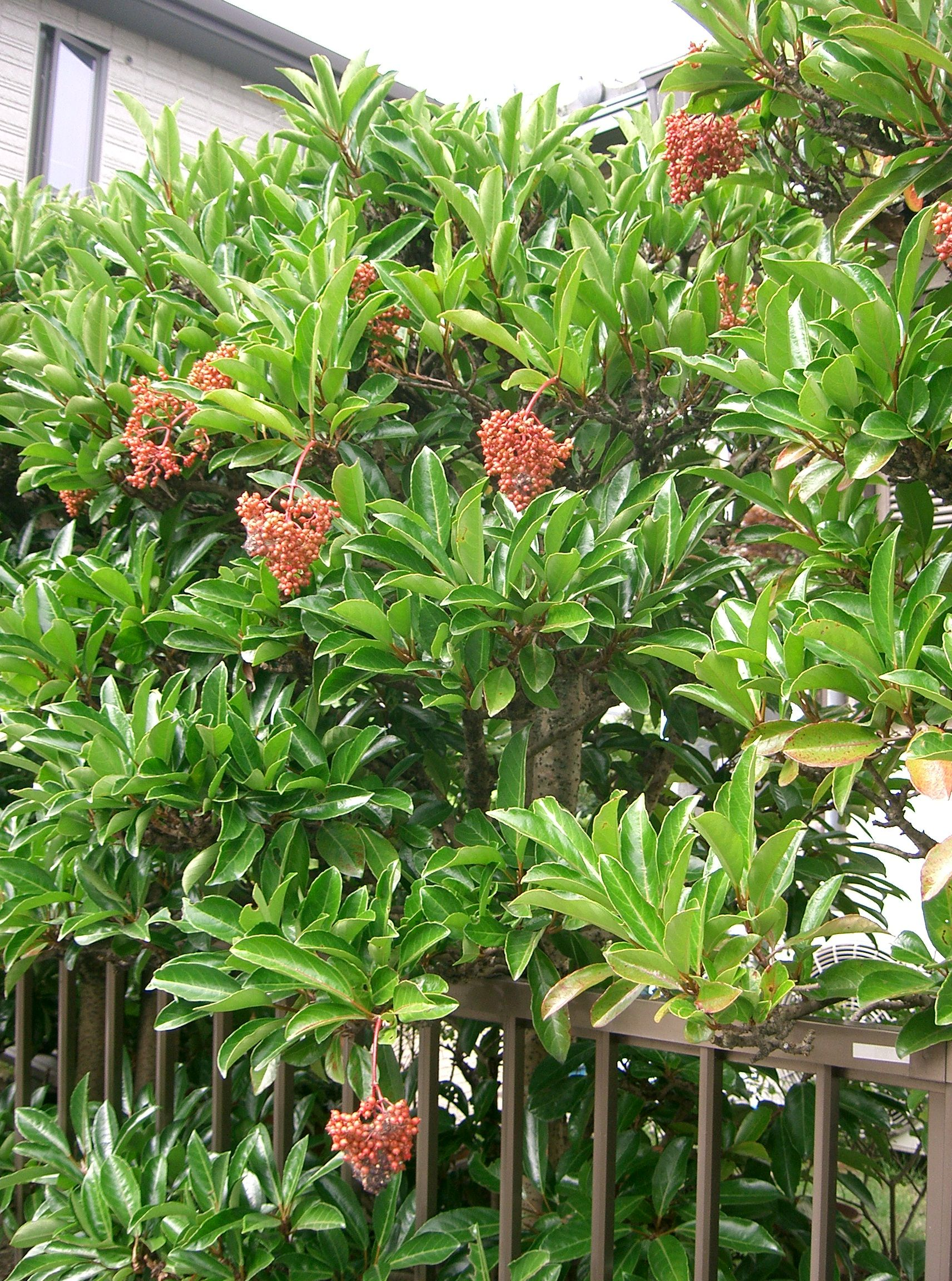
サンゴジュ

- Carlemannia
- Silvianthus